# Egg Island (St. Helena)

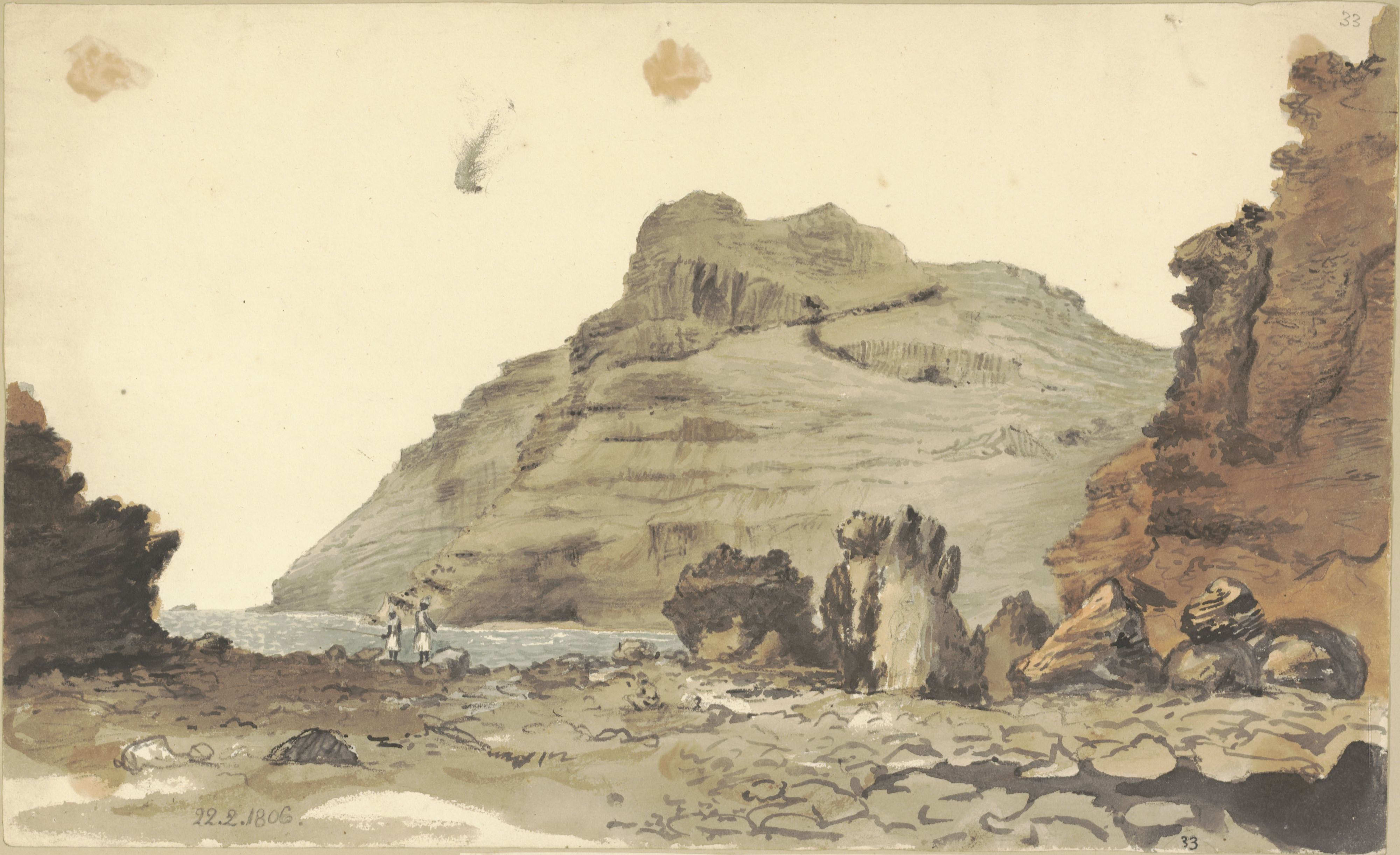
Blick von der Hauptinsel auf Egg Island, Gemälde von William John Burchell

Egg Island ist eine unbewohnte Nebeninsel von St. Helena. Sie liegt etwa 150 Meter vor der Westküste des Distrikts Blue Hill gegenüber der Mündung des Old Woman’s Valley und ist Teil des Naturschutzgebietes Islands Nature Reserve. Auf der Insel befinden sich die baulichen Reste der Cockburn’s Battery aus der Zeit der Verbannung Napoleons, einer weiteren Batterie sowie eines Ofens zur Erhitzung von Kanonenkugeln.
Egg Island ist die größte einer Gruppe von mehreren kleinen Felseninseln, die vor der Südwestküste von St. Helena liegen. Sie sind, wie auch die gegenüber liegenden Klippen der Hauptinsel, von Bedeutung als Domizil verschiedener Arten von Seevögeln. Egg Island steigt von Südwesten nach Nordosten sanft an und erreicht so eine maximale Höhe von 79 Metern über dem Meeresspiegel. Sie ist vulkanischen Ursprungs und aus mehreren Schichten heller, erkalteter Lava aufgebaut. Auf der Insel finden sich ausgedehnte Vorkommen von Vogelkot in Form von Guano. Die geringfügige Vegetation beschränkt sich auf die Lee-Seite, auf ihrem Gipfel sind Flechten anzutreffen.
Auf Egg Island sind fünf der neun, nach einer anderen Quelle zehn Seevogelarten anzutreffen, von denen bekannt ist, dass sie auf St. Helena brüten. Hierunter sind:
- Brown Noddies (Anous Stolidus), die sich außerhalb der von November bis März dauernden Brutzeit eher auf Speery Island aufhalten.
- Black Noddies (Anous Minutus), ganzjährig hier und auf Peaked Island sowie auf den gegenüberliegenden Klippen der Hauptinsel anzutreffen.
- Madeiran Storm Petrels (Oceanodroma castro), brüten zweimal jährlich, von März bis August sowie von Oktober bis Januar.

Bei Bootsfahrten von der weiter nördlich gelegenen Inselhauptstadt Jamestown zur Beobachtung von Delfinen wird Egg Island üblicherweise angesteuert. Aufgrund der Vorkommen der zu den Meeraalen zählenden Melliss's Conger (Ariosoma mellissii) ist im Umkreis von 100 Metern um die Insel der Abbau von Meersand untersagt.
Während seines Aufenthalts auf St. Helena wurde Egg Island 1806 von William John Burchell gemalt. Der Lyriker Robin Castell widmete der Insel ein Gedicht.